# Cynisca manei
Espèce
Cynisca manei est une espèce d'amphisbènes de la famille des Amphisbaenidae.

## Répartition
Cette espèce est endémique du Sénégal. 

## Étymologie
Cette espèce est nommée en l'honneur de Youssouph Mané.

## Publication originale
- Trape, 2014 : Un reptile nouveau du genre Cynisca Gray, 1844, au Sénégal (Squamata, Amphisbaenidae). Bulletin de la Société Herpétologique de France, vol. 151, p. 11-20.